# 31分
『31分』（スペイン語: 31 minutos）は、チリ人形劇と教育番組。テレビシオン・ナシオナル・デ・チリで2003年3月15日に初公開された。31分は、ニュースパロディ、子供向けの架空のレポートと教育ノートを表示します。ニコロデオンとカートゥーン ネットワークラテンアメリカで放送されている。.

## 登場人物
ツリオ・トリヴィーノ
演：ペドロ・ペイラノ (es)
フアン・カルロス・ボドケ
演：アルバロ・ディアス (es)
フア ニン・フアン・ハリー
演：ロドリゴ・サリナス (es)
パタナ・ツフィヨ
演：アレジャンドラ・ドエニアス (es)
マリオ・ウゴ
演：ロドリゴ・サリナス (es)
ポリカルポ・アヴェンダニオ
演：ダニエル・カストロ (es)
バロン・ボン・ボラ
演：アルバロ・ディアス (es)
ラウル・グアンテシヨ
演：ペドロ・ペイラノ (es)
ミコ・エル・ミコフォン
演：ダニエル・カストロ (es)
テニソン・サリナス
演：ロドリゴ・サリナス (es)
ウアチミンゴ
演：ダニエル・カストロ (es)
ウアリポロ
演：パトリシオ・ディアス

## 挿入歌

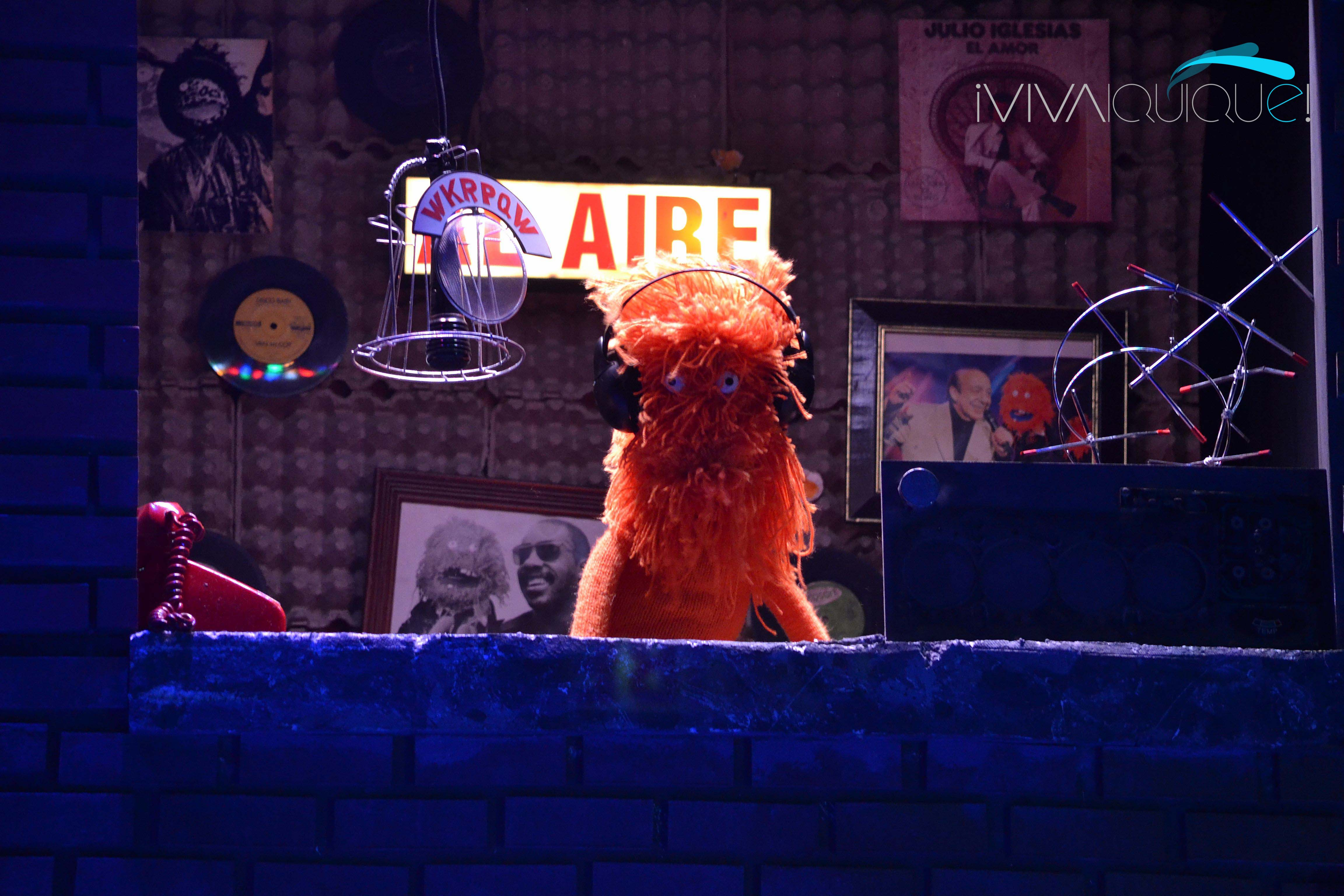
ウアリポロ。

### ディスコグラフィ
- 31 minutos (2003年)[5]
- 31 canciones de amor y una canción de Guaripolo (2004年)[6]
- Ratoncitos (2005年)[7]
- Gira mundial (en vivo) (2012年)[8]
- Arwrarwrirwrarwro (2015年)[9]

## 撮影

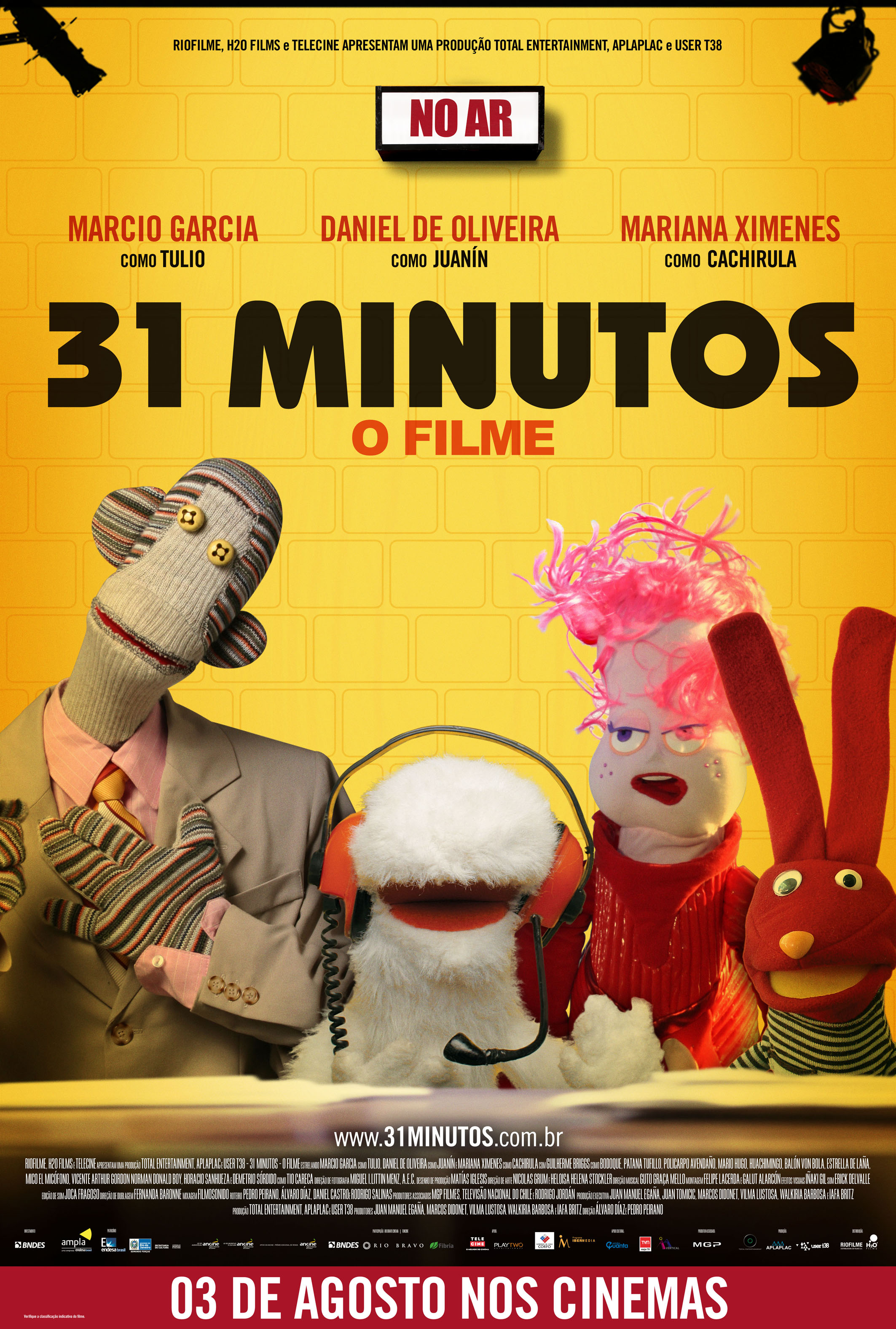
31分映画ブラジルポスター。

### 31分映画
31分映画 は、による、2008年に公開されたアプラプラク(Aplaplac)映画である。

## 国際流通
- ラテンアメリカ : ニコロデオンとカートゥーン ネットワーク[2][3]
- ブラジル : ニコロデオン[11]
- メキシコ : オンセ・ニニオス[12]
- アルゼンチン : アルゼンチン公共放送テレビ[4]
- コロンビア : セニアル・コロンビア[4]
- オランダ : リベラルプロテスタントラジオ放送